# Салхіно (Ванський муніципалітет)
Салхіно (груз. სალხინო) — село в Грузії.
За даними перепису населення 2014 року в селі проживає 1321 особа.